# Crystal Head Vodka
Crystal Head Vodka è un marchio di vodka prodotto dalla Globefill Inc. in Newfoundland and Labrador, Canada. È stato ideato e fondato dall'attore Dan Aykroyd e dall'artista John Alexander nel 2007.
La vodka viene distillata quattro volte e filtrata sette volte, con le ultime 3 filtrazioni attraverso cristalli di diamante Herkimer, che sono in realtà un tipo di quarzo piuttosto che un diamante. La Crystal Skull è stata disegnata da John Alexander ed è stata prodotta dall'azienda milanese Bruni Glass.

## Storia

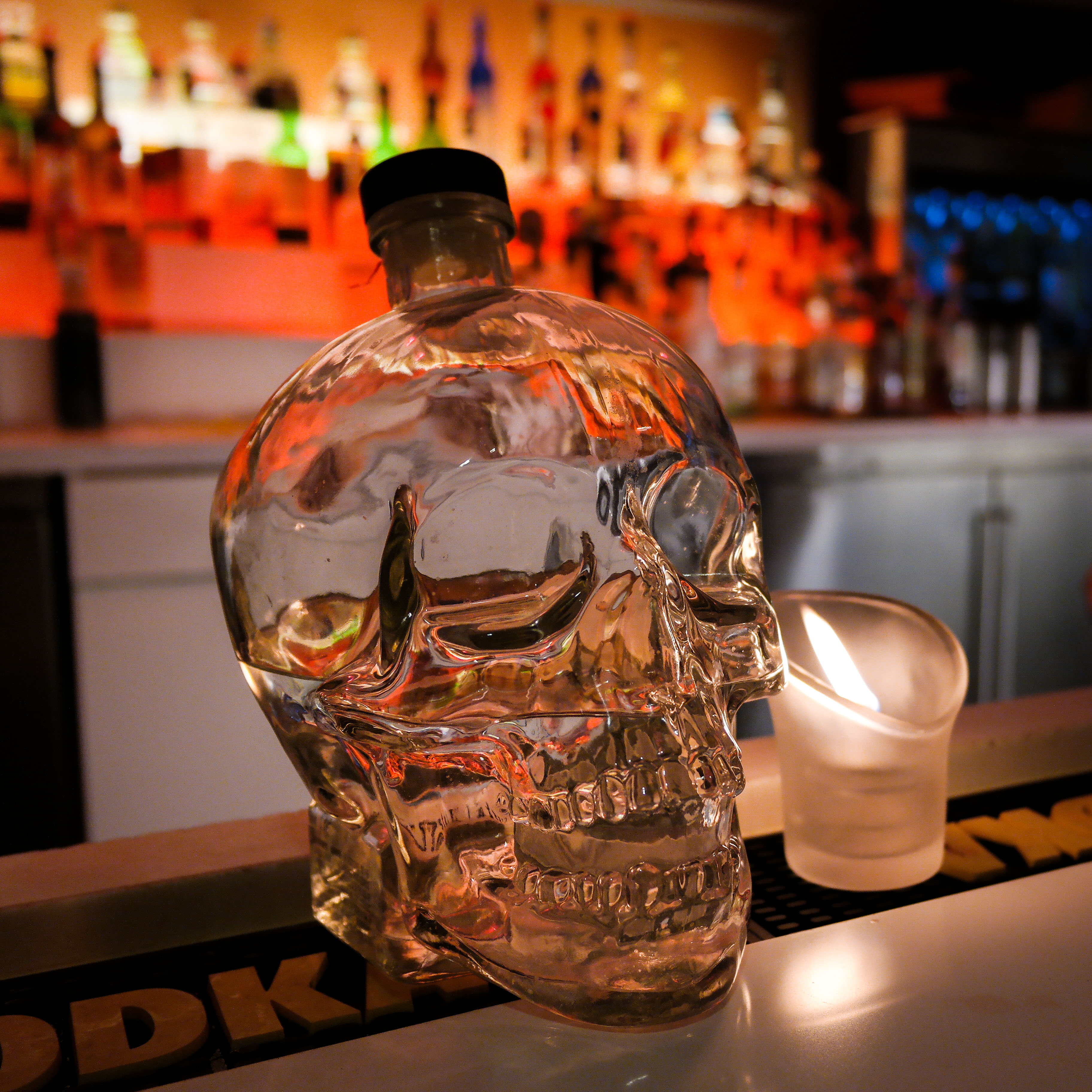
Una bottiglia di Crystal Head Vodka

Aykroyd e Alexander hanno concepito per la prima volta l'idea della Crystal Head Vodka nel 2007. A causa della mancanza di vodka libera da additivi sul mercato, Aykroyd ha deciso di crearne uno lui stesso. Alexander ha disegnato la bottiglia basandosi sul fascino condiviso della coppia riguardo alla leggenda dei tredici teschi di cristallo.
Ci sono voluti due anni per realizzare la produzione della bottiglia, realizzata dal produttore di vetro milanese Bruni Glass. La Crystal Head è stata lanciata nel sud della California nel 2008 e in quattro altri stati poco dopo. È stata venduta nel resto degli Stati Uniti nel 2009 prima di essere resa disponibile in tutto il mondo.
La vodka Crystal Head venne messa in primo sviluppo contemporaneamente al film Indiana Jones e il regno del teschio di cristallo. Presagendo un conflitto legale, Aykroyd organizzò un incontro con Steven Spielberg per discutere la risoluzione del problema. Con sorpresa di Aykroyd, Spielberg indicò che gli sarebbe piaciuto che la Crystal Head Vodka venisse servita alla première.
Nel 2010, il Liquor Control Board of Ontario rifiutò di portare la Crystal Head nei suoi negozi, dicendo che la gente avrebbe potuto trovare la bottiglia offensiva. In seguito hanno rivisto la loro decisione dopo che è stata apportata una modifica al design della scatola.
Nel maggio 2011, 21.000 bottiglie di questa vodka sono state rubate da un magazzino nel sud della California. Aykroyd ha scherzato dicendo che era felice che ad alcuni consumatori venga offerta l'opportunità di assaggiarlo a un prezzo significativamente inferiore del prezzo al dettaglio.
Nel 2013, Aykroyd trascorse più di 90 giorni all'anno sulla strada promuovendo la vodka attraverso gli acquisti e le apparizioni.
Il marchio fu la vodka ufficiale del tour dei 50 anni del Rolling Stones del 2013.

## Varianti

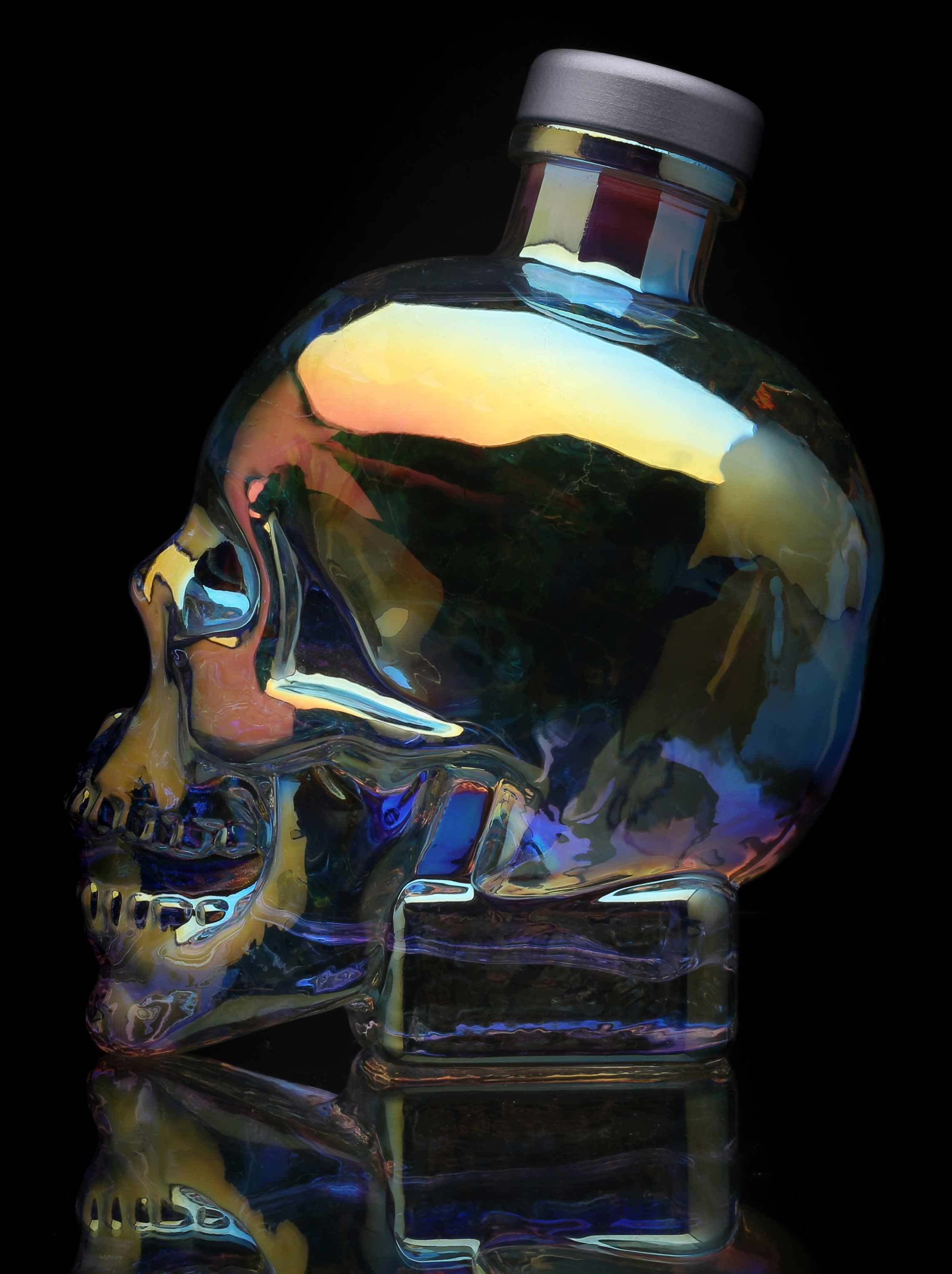
La bottiglia Aurora

Nell'agosto 2015, Crystal Head Vodka ha distribuito Crystal Head Aurora, un'estensione di linea del marchio di vodka Crystal Head. Aurora è prodotta dalla Globefill Incorporated presso la distilleria Newfoundland and Labrador Liquor Corporation, in Canada. Il grano inglese del North Yorkshire, Inghilterra, viene lavorato e distillato cinque volte. Lo spirito crudo viene quindi ridotto con acqua al 40% di alcol in volume. A differenza della Crystal Head Vodka, Aurora viene filtrata utilizzando carbone, questa filtrazione unica dura 6 ore per rimuovere eventuali impurità. Aurora viene quindi filtrata tre volte attraverso i diamanti Herkimer. Aurora passa una microfiltratura finale prima di essere imbottigliata.

## Design della bottiglia
La bottiglia originale è prodotta dal produttore di vetro Bruni Glass di Milano.
Bruni Glass produce anche la bottiglia Aurora. La bottiglia originale Vodka Crystal Head è collocata in una camera sigillata e caricata elettricamente. Due metalli in polvere vengono quindi attivati e rilasciati in una camera pressurizzata. La polvere viene aspirata nella bottiglia caricata elettricamente, ricoprendola completamente. Le bottiglie vengono poi cotte ad alta temperatura sciogliendo la polvere e creando la finitura metallizzata iridescente. Non ci sono due bottiglie Aurora uguali.
Il tasso di difetto nella produzione della bottiglia è di circa il 40% ed è più alto nelle bottiglie più grandi.

## Produzione

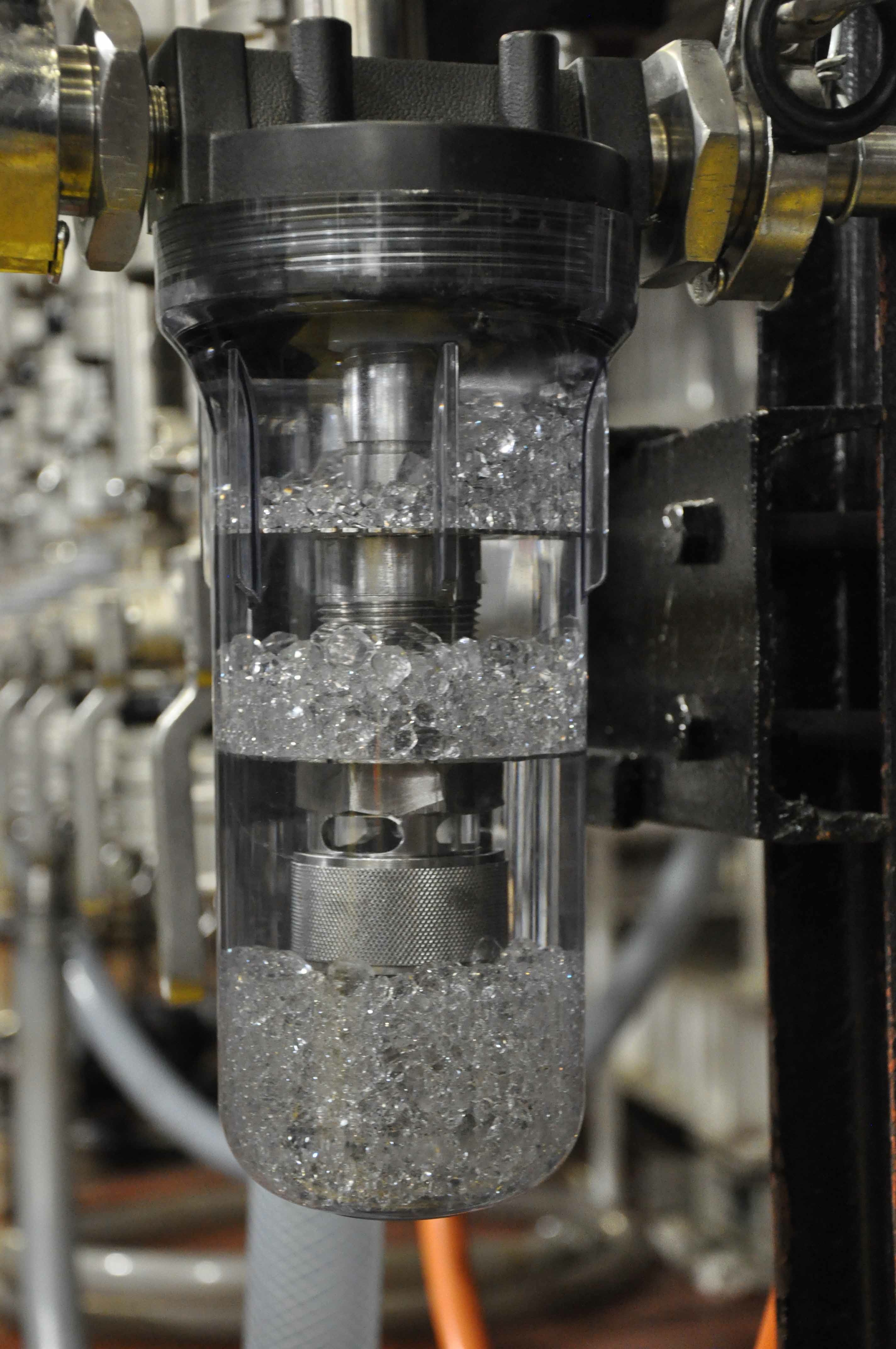
I tre filtri al quarzo utilizzati nel processo di filtraggio della Crystal Head

La vodka Crystal Head è prodotta da Globefill Incorporated presso la distilleria Newfoundland and Labrador Liquor Corporation chiamata Rock Spirits di Newfoundland, Canada. Il mais Peaches and Cream coltivato nella regione dell'Ontario di Chatham-Kent viene elaborato e distillato quattro volte per produrre uno spirito di grano neutro al 95% di alcol in volume. Lo spirito crudo viene quindi ridotto con acqua al 40% di alcol in volume. Il liquido viene quindi filtrato sette volte di cui tre attraverso i diamanti Herkimer. Queste pietre grezze sono cristalli di quarzo, a cui sono state attribuite non verificate e non scientificamente provate proprietà benefiche come l'amplificazione dell'energia spirituale da parte di alcuni credi New Age.
Questo processo di filtrazione proprietario dichiara di tenere conto della levigatezza della vodka, tuttavia ciò deve essere ancora verificato da studi terzi. La Crystal Head non usa additivi - glicerolo, olio di agrumi o zucchero - nella produzione della vodka. La fabbrica e il prodotto sono certificati kosher e liberi dal glutine.

## Premi
- San Francisco World Spirits Competition 2017 - Gold Medal[16][17]
- San Francisco World Spirits Competition 2016 - Gold Medal (Aurora)[18]
- San Francisco World Spirits Competition, 2011 – Double Gold Medal[19]
- San Francisco World Spirits Competition, 2009 – Silver Medal